# ウルフルズ (アルバム)
『ウルフルズ』は、ウルフルズの7枚目のアルバム。2002年3月27日に東芝EMIから発売された。
2ndアルバム『すっとばす』、3rdアルバム『バンザイ』でプロデューサーを務めた伊藤銀次が6年ぶりに復帰。また、初のロサンゼルスレコーディングを行った楽曲も収録された。

## メンバー
- トータス松本 - ボーカル・ギター・ハーモニカ
- ジョン・B・チョッパー - ベース・コーラス
- サンコンJr. - ドラムス・コーラス
- ウルフルケイスケ - ギター・コーラス

## 収録曲

### CD
| #         | タイトル                    | 作詞         | 作曲         | 編曲                | 時間  |
| --------- | --------------------------- | ------------ | ------------ | ------------------- | ----- |
| 1.        | 「事件だッ!」               | トータス松本 | トータス松本 | ウルフルズ          | 5:01  |
| 2.        | 「愛撫ガッチュー」          | トータス松本 | トータス松本 | ウルフルズ          | 3:58  |
| 3.        | 「笑えれば」                | トータス松本 | トータス松本 | 伊藤銀次 ウルフルズ | 5:02  |
| 4.        | 「ゆーなかれ」              | トータス松本 | トータス松本 | 伊藤銀次 ウルフルズ | 2:11  |
| 5.        | 「ランデブーチョ」          | トータス松本 | トータス松本 | 伊藤銀次 ウルフルズ | 3:34  |
| 6.        | 「オヤジのうた」            | トータス松本 | トータス松本 | 伊藤銀次 ウルフルズ | 4:10  |
| 7.        | 「ツーツーウラウラ」        | トータス松本 | トータス松本 | 伊藤銀次 ウルフルズ | 3:24  |
| 8.        | 「春夏秋冬」                | トータス松本 | トータス松本 | ウルフルズ          | 3:47  |
| 9.        | 「がむしゃら 〜熱くなれ〜」 | トータス松本 | トータス松本 | 伊藤銀次 ウルフルズ | 3:47  |
| 10.       | 「バカだから」              | トータス松本 | トータス松本 | 伊藤銀次 ウルフルズ | 4:51  |
| 11.       | 「エンジェル」              | トータス松本 | トータス松本 | 伊藤銀次 ウルフルズ | 4:20  |
| 合計時間: | 合計時間:                   | 合計時間:    | 合計時間:    | 合計時間:           | 44:05 |

## 曲解説
1. 事件だッ!
2. 愛撫ガッチュー
3. 笑えれば
4. ゆーなかれ
5. ランデブーチョ
6. オヤジのうた
7. ツーツーウラウラ
8. 春夏秋冬
9. がむしゃら 〜熱くなれ〜
10. バカだから
東宝映画『ミスター・ルーキー』主題歌
11. エンジェル